# 雷汉·布特
雷汉·布特（1980年7月6日—），巴基斯坦男子曲棍球運動員，亦為巴基斯坦国家男子曲棍球队成員。

## 生平
2010年11月，雷汉·布特代表巴基斯坦出戰廣州亞運會，參加曲棍球比賽，奪得金牌。